# 야잔 알나이마트
야잔 압달라 아예드 알나이마트(아랍어: يزن عبد الله عايد النعيمات, Yazan Abdallah Ayed Al-Naimat, 1999년 6월 4일 ~ )은 요르단의 축구 선수로, 포지션은 공격수이다. 현재 알아라비 소속이다.